# العدالة (القانون)

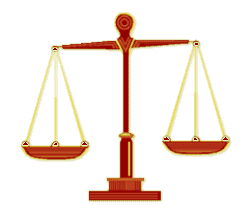

العدالة، (بالإنجليزية: Equity law)‏، في القانون العام، تستند المساواة بين الدول إلى تقييم قضائي للعدالة. غالبًا ما يتم اعتبار هذا منصفًا وصحيحًا بموجب القانون الطبيعي. يتم استخدامه عندما لا يعالج القانون مشكلة، أو يكون غير كافٍ بطريقة أو بأخرى. من أمثلة ذلك، قرارات الأسهم، الرهن، تصحيح خط الممتلكات، أو طلب من شخص ما فعل شيء لمنع الضرر.